# Charitonowo (rejon diedowiczski)
Charitonowo (ros. Харитоново) – wieś (ros. деревня, trb. dieriewnia) w zachodniej Rosji, w wołoscie Pożeriewickaja (osiedle wiejskie) rejonu diedowiczskiego w obwodzie pskowskim.

## Geografia
Miejscowość położona jest 0,5 km od drogi regionalnej 58K-018 (Porchow – Łoknia), 20 km od centrum administracyjnego osiedla wiejskiego (Pożeriewicy), 31 km od centrum administracyjnego rejonu (Diedowiczi), 105 km od stolicy obwodu (Psków).

## Demografia
W 2010 r. miejscowość zamieszkiwało 5 osób.